# Legacy.com
Legacy.com est un site web basé aux États-Unis fondés en 1998, le plus grand fournisseur commercial mondial de monuments commémoratifs en ligne. Le site web héberge des nécrologies et des mémoriaux pour plus de 70% de tous les décès aux États-Unis. Legacy.com héberge des avis de décès pour plus des trois quarts des 100 plus grands journaux des États-Unis, par tirage. Le site attire plus de 30 millions de visiteurs uniques par mois et fait partie des 40 sites web les plus fréquentés au monde.
Legacy.com joint un livre d'or accessible au public à la plupart des nécrologies qu'il héberge, ce qui permet à toute personne disposant d'une connexion Internet de rendre hommage à quelqu'un dont la nécrologie apparaît dans l'un des journaux affiliés de Legacy.com ou est auto-publiée sur Legacy.com. La société examine désormais plus de 1 000 000 entrées de livres d'or chaque mois pour s'assurer que les entrées sont appropriées et sensibles aux proches de la famille. Environ 75% de tous les livres d'or reçoivent des inscriptions. En 2016, la société approchait les 100 millions d'entrées de livres d'or sur son site.

## Histoire
Legacy.com est une société privée basée à Chicago, Illinois, avec plus de 1500 affiliés de journaux en Amérique du Nord, en Europe et en Australie, dont le New York Times, le Boston Globe, le Washington Post, le Chicago Tribune, le Los Angeles Times et le Manchester Evening News. L'équipe de direction était auparavant louée par Steve Parrot, et est actuellement dirigée par le PDG Stopher Bartol.